# Next stop Sovjet
Next stop Sovjet er en dokumentarfilm instrueret af Prami Larsen efter manuskript af Prami Larsen, Rikke Detlefsen.

## Handling
I 1989 sendte den skandinaviske ungdomskampagne Next Stop 3.500 unge til Sovjet. 15 videohold fulgte med og fortalte deres oplevelser fra Brest, Tallin, Leningrad, Tjernobyl, Semipalatinsk, Komi og Moskva. Videoen her er både historien om Next Stop Sovjet, sammenstødet mellem russisk og skandinavisk kultur og billedet af Sovjet i opbrud, fortalt i et ekspressivt videosprog.

### Filmen indeholder følgende titler i uddrag:
- Veje er som floder af Søren Maarbjerg og Carsten Andreasen
- The man they didn't expect af Jeanette Schou og Jørgen Lyd
- Polina Leningrad af Kassandra Wellendorff
- The Pulse of Moscow af Jenö Farkas
- Saburovo Moskva af Jenö Farkas
- Majaik - en ungdomsgulag af Wido Schlickting
- Moskva smog af Knud Vesterskov og Ulrik Al Brask
- Novosibirisk ekspres af Poul Funder Larsen.[1]